# 豊島格
豊島 格（とよしま とおる、1930年〈昭和5年〉10月19日 - ）は、日本の通産官僚。元資源エネルギー庁長官。妻は小泉純一郎元内閣総理大臣の次姉・隆子。

## 来歴・人物
- 都立六中、一高卒業。
- 1953年 東京大学経済学部卒業。同年通商産業省入省。公益事業局業務課。
- 1958年 中小企業信用保険公庫総務課[1]。
- 1963年 重工業局重工業課[1]。
- 1967年 ジェトロロンドンセンター軽機械部[2]。
- 1970年 化学工業局住宅産業室長[3]
- 1971年 大臣官房厚生管理官[3]
- 1972年 鉱山石炭局石油開発課長[3]
- 1973年 資源エネルギー庁石油部開発課長[3]
- 1974年 通商政策局経済協力課長[3]。
- 1976年 通商政策局総務課長[3]。
1970年代に入り、両角良彦の下、田中角栄、田中清玄らの意を汲んで日本独自の資源獲得のため、インドネシアのスハルトの石油利権獲得のために接触したことも知られている。
- 1978年 資源エネルギー庁公益事業部長。
- 1979年10月 日本貿易振興機構パリセンター所長。
- 1981年 機械情報産業局長。
- 1982年10月 資源エネルギー庁長官（1984年6月まで）。
この時期、日本のエネルギー政策を原子力発電へと大きく推進したとされる。
- 退官後は日本輸出入銀行理事を経て、コスモ石油入社。常務に。
- 1987年 アジア石油社長。
- 1988年6月 コスモ石油副社長。
- 1992年 アブダビ石油社長。
- 1993年 日本貿易振興機構理事長（1998年まで）。
- その他、前国際経済交流財団会長、貿易保険機構会長、社団法人世界貿易センター(東京)名誉会長など。チリ・ベルナルドオヒギンス勲章受章（1998年）。

## 同期入省
- 小長啓一（田中角栄内閣総理大臣秘書官、事務次官、AOCホールディングス会長）、
- 工藤敦夫（内閣法制局長官）
- 真野温（住友電気工業副社長）
- 豊永恵哉（松下電器産業副社長、ITJ会長で関経連副会長）

旧制組に新制高校出身組を合わせれば42人いた。